# Помилка прихованих мотивів
Помилка прихованих мотивів — це неформальна помилка акцентування уваги, в якій стверджується, що результати були спричинені прихованою неправомірною поведінкою чи неправомірними діяннями осіб, які приймають рішення. Історик Девід Хакетт Фішер визначив її як переконання, що значущі факти історії неодмінно є зловісними, і що «сама історія є розповіддю про причини, переважно підступні, і результати, в основному огидні». Це більше, ніж теорія змови, оскільки вона не просто розглядає можливість прихованих мотивів і вчинків, а наполягає на них. У своїй крайній формі помилка представляє загальну параною.
Фішер визначає декілька прикладів помилки, зокрема роботи Чарлза-Остіна Бірда. У кожному випадку Фішер показує, що історики надали детальні зображення історичних постатей, які брали участь у неофіційних зустрічах і демонстрували низьку мораль, на основі малої кількості доказів або їх відсутності. Він зазначає, що помилка прихованих мотивів не обов'язково означає навмисну фальсифікацію історії; це може випливати із щирого (але хибного) переконання, що нічого не відбувається випадково чи помилково.
Річард Хофштадтер обговорював цю помилку перед Фішером, хоча й не по імені. Розглядаючи історії з ери прогресивізму, Хофштадтер зауважив, що прогресивні історики схильні вважати, що реальність завжди приховувалась і ігнорувалась, визначаючись хабарами, знижками та таємними діловими угодами.
Модифікація помилки прихованих мотивів стверджує, що коли історичні записи не містять доказів, що пояснюють певний набір подій, це саме по собі є доказом прихованої причини.
Ідею прихованої помилки критикував Джеффрі М. Бейл, автор книги «Найтемніші сторони політики», який посилався на ризик недооцінки істориками впливу політичних таємних товариств, авангардистських партій та спецслужб.